# Lindön (fartyg)
Lindön är ett fartyg i trafik på Göta kanal. Fartyget byggdes 1915 vid Motala varv i Norrköping. Fartygets varvsnummer är 459. Skrovet är av stål.
| Fartygsdata | Vid leverans från varv | Idag        |
| ----------- | ---------------------- | ----------- |
| Längd öa    | 21,8 meter             | 22,15 meter |
| Bredd       | 5,11 meter             | 5,13 meter  |
| Djupgående  | 1,88 meter             | 2,30 meter  |
| Brt/Nrt     | -                      | 79/23 ton   |

Beställare var den ryske tsaren Nikolaj II och fartyget skulle ha levererats med namnet Peresupj. Men den ryska revolutionen kom emellan och fartyget blev liggande vid varvet.
Fartyget var ursprungligen utrustat med en tvåcylindrig kompoundångmaskin, maskin nr 775, om 100 ind hk tillverkad vid Motala verkstad.
Nuvarande maskineri, 2 st Scania Vabis D11 om 306 hk, ger fartyget en fart av 10 knop. Passagerarkapaciteten är 124 passagerare.

## Historik
- 1915	Fartyget byggdes vid Motala varv.
- 1919	Fartyget köptes av stuvare Carl Haglund i Stugsund. Det döptes om till Tor.
- 1920	April. Fartyget köptes av Gefle Nya Stufveri AB i Gävle för 130 000 kr. Det  användes för personaltransporter och bogsering.
- 1928	Fartyget motoriserades med en Bolinder tändkulemotor.
- 1951	Fartyget köptes av Kungliga väg- och vattenbyggnadsstyrelsen i Stockholm. Det  döptes om till Färja 63/58 med det inofficiella namnet Nätra Express. Det byggdes  om till passagerarfartyg och trafikerade Köpmanholmen-Trysunda-Ulvön.
- 1964	Nya huvudmaskiner, 2 st Scania D10 om 300 hk, installerades.
- 1967	Kungliga väg- och vattenbyggnadsstyrelsen bytte namn till Statens vägverk.
- 1978	Fartyget övertogs av Örnsköldsviks kommun och döptes om till Ulvön.
- 1985	Nya huvudmaskiner, 2 st Scania D11 om 306 hk, installerades.
- 1990	Fartyget övertogs av Örnsköldsviks Buss AB och fick än en gång namnet Nätra  Express.
- 1990	30 september. Fartyget köptes av Rederi Sjötorp AB i Sjötorp för 353 000 kr och  döptes om till Lindön af Sjötorp.
- 1990	10 maj. Fartyget anlände till Mem. Gick vidare till Sjötorp för dockning och  ombyggnad av den förliga salongen.
- 1991	24 maj. Premiärtur från Sjötorp till Mariestad med inbjudna gäster.
- 1992	Fartyget köptes av Lindön Rederi AB i Sjötorp och döptes om till Lindön.
- 1993	Fartyget byggdes om.
- 1995	1 maj. Fartyget köptes av AB Söderköpings Brunn i Söderköping för 1,9 miljoner kr.
- 1996	Februari. Fartyget byggdes om vid HBV Fartygsinredningar i Stockholm. Det fick ny  övre salong, höjdskillnaden på soldäck togs bort, det fick trädäck och större skorsten.
- 2024 Fartyget i torrdocka Klevbrinken utanför Söderköping i Göta kanal